# Rafael de Utrera
Rafael Usero (n. Utrera; 14 de julio de 1973) es un cantaor de flamenco español conocido con el nombre artístico de Rafael de Utrera.

## Biografía
Nació en Utrera, en el número 13 de los postigos de la Calle Nueva, donde siempre hubo mucha fiesta flamenca y mucho cante. Fue allí donde comenzó a cantar, continuando en la taberna de su padre “El Punto”, donde diariamente brotaban cantes de gargantas aficionadas que provenían de trabajadores del matadero municipal y del campo. Poco después empezó a hacer sus primeras actuaciones.
Con 21 años empezó a cantar para el baile. En aquella época, conoció a la que es su mujer, la bailaora Carmen Lozano, que bailaba en el tablao flamenco "Los Gallos" en Sevilla y a través de ella, conoció a gente que lo apoyaron y le propusieron cantar en "El Tablao". De allí pasó al tablao flamenco "El Cordobés" en Barcelona, donde Carmen Lozano actuaba y Rafael la acompañaba con su cante. Desde entonces, empezó a cantar para figuras como Cristina Hoyos, Joaquín Cortes, Antonio Canales, la Compañía Andaluza de Danza, Israel Galván, Farruquito, Eva “La Yerbabuena”, Güito, Manuela Carrasco y otros. También tuvo el honor de acompañar a guitarras como la de Tomatito, Gerardo Núñez, José Antonio Rodríguez, Juan Carlos Romero, Vicente Amigo y Paco de Lucía. y además, ha acompañado al grandes pianístas como David Peña Dorante, Shai Maestro, Juan Carlos Carvallo y otros.
Su carrera es muy intensa pero ha sido en estos últimos años cuando está dando pasos agigantados. Piensa que cantar para el baile o en solitario, da confianza y soltura y son distintas facetas que hay que pasar. Para hablar de sus influencias artísticas no podemos pensar en una sola figura. Por haberse criado en Utrera, se podría nombrar a Perrate, Curro de Utrera, Manuel de Angustia, Enrique Montoya, Fernanda. Otras figuras que han influido notablemente en lo que ahora es pueden ser: Luis Torre “Joselero”, Juan Talega, El Lebrijano, Pedro Peña, Joaquín el de la Paula, Antonio Mairena, Chocolate, El Sevillano, Marchena, Manolo Caracol, Camarón, etc.
Paco de Lucía escuchó hablar de Rafael de Utrera a unos amigos. Entonces Paco, le propuso participar en una gira, algo que fue extraordinario para él. Y fue una gira mundial, recorrieron Europa, Asia, Estados Unidos y Alaska. Actuaron en teatros repletos de público con más de cuatro y cinco mil espectadores. El público extranjero que tienen verdadera admiración y curiosidad por el flamenco, lo respetan y lo estudian como privilegio de unos pocos.  Esos temas, interpretados a la perfección y ejecutados al cante a su manera, hicieron una fusión perfecta que permanecerán por siempre en el recuerdo de cada uno de los espectadores.
Rafael de Utrera ha colaborado en discos de numerosos artistas como por ejemplo, José Mercé, José Antonio Rodríguez, Niño de Pura, el documental de la vida de Paco de Lucía. Añadir diversas colaboraciones con el genio Vicente Amigo, apareciendo en la canción "Azules y Corinto" del disco "Paseo de Gracia", y que junto con Alejandro Sanz, Enrique Morente y Niña Pastori entre otros, aparecen en el último disco de Vicente "Memoria de los Sentidos", un DVD inédito llamado "Patios de Córdoba", dan vida en concierto al disco "Tierra".  Internacionalmente también ha colaborado con grandes intérpretes, como la realizada con la orquesta Metropol de Holanda, bajo la dirección Vince Mendoza, donde se grabó un disco en directo llamado “Proyecto Lorca”.
Rafael de Utrera ha realizado espectáculos en solitario con gran éxito por América y Europa y actualmente además de acompañar al maestro Vicente Amigo, uno de los guitarristas más importantes a nivel mundial, está desarrollando su carrera en solitario con grandísima expectación, contando con proyectos muy importantes y la grabación de su disco que contará con grandes y emocionantes colaboraciones.
Rafael de Utrera cuenta con gran reconocimiento y ha ganado varios premios en su trayectoria. Tales como el Festival Flamenco de Nîmes (Francia), el 1.er premio de Seguiriyas en el Certamen de Cante de las Minas en la Unión, el Mostachón de Oro de su localidad, Utrera y entre otros. De notada actuación, fue en la celebración del 40 aniversario de la Constitución española, donde actuó junto al Trío Arbós como artista estelar e invitado. Cerrando el año 2018, durante dos semanas fue artista partícipe en las cuatro décadas de nacimiento del Ballet Clásico Nacional, donde con su voz, se fusionó el cante flamenco con el ballet clásico, formando un elegante tándem entre dos estilos hermanados. 
Este 2019, el artista lo ha iniciado con gran pasión y fuerza, donde además, de acompañar al maestro Vicente Amigo en su Gira Internacional y aclamadas actuaciones junto el Trío Arbós (con el espectáculo "Envisioned") y el gran reconocimiento en la Bienal de Flamenco en los Países Bajos, está realizando numerosas intervenciones en solitario e innovando en nuevos y emocionantes retos.

## Discografía
| Año  | Álbum | Discográfica |
| ---- | ----- | ------------ |
| 2012 | TBA   | Studiotrece  |

### Discos en los que aparece
| Año  | Álbum                                | Artista                                 | Discográfica   |  |
| ---- | ------------------------------------ | --------------------------------------- | -------------- |  |
| 2002 | Pozo y Caudal                        | Niño de Pura                            | Senador        |  |
| 2007 | Córdoba... En el tiempo.             | José Antonio Rodríguez                  | Universal      |  |
| 2008 | A Contratiempo                       | Paco Escobar                            | Autoproducción |  |
| 2009 | Paseo De Gracia                      | Vicente Amigo                           | Sony BMG       |  |
| 2009 | El viento - The García Lorca project | Vince Mendoza & The Metropole Orchestra | ACT Music      |  |
| 2012 | Planísimo Flamenco                   | Manolo Carrasco                         | Eagle Records  |  |

### DVD
| Año  | Nombre                         | Artista                |
| ---- | ------------------------------ | ---------------------- |
| 2008 | Córdoba en el tiempo. en vivo. | José Antonio Rodríguez |